# 艾女星
艾女星（243 Ida）是一顆位于主小行星帶的鴉女星族小行星，由约翰·帕利扎于1884年9月29日發現。其名來源於希臘神話中的一位寧芙艾達。通過天文望遠鏡的觀測，艾女星被歸類于S-型小行星，内小行星帶中成員最多的一類。1993年8月28日，前往觀測木星的伽利略號探測器接近艾女星。它是第二顆有太空探測器接近的小行星，也是第一顆人们发现擁有衛星的小行星。
就如其他主帶小行星，艾女星的軌道位于火星及木星的軌道之間。其公轉周期為4.84年，自轉周期為4.63小時。艾达星的平均直徑為31.4 km（19.5 mi）。它不規則、橢長形的形狀，明顯由兩個大物體連接而成，形如牛角麵包。它是太陽系中表面隕石坑最多的星體之一，擁有不同大小及年齡的隕石坑。
艾女星的衛星「艾卫一」，是由任務成員安·哈奇（Ann Harch）1994年2月17日從伽利略號發回的圖片中發現的，其名取自希臘神話中居住在伊達山上的達克堤利。艾卫一的直徑只有1.4（4,600英尺），是艾女星的20分之一。人们不能準確定出它圍繞艾女星的軌道數據。不過，我們可以根据幾條軌道粗略計算出艾女星的密度，其結果表明艾女星沒有金屬礦物。艾女星和其衛星有許多共同點，这意味它們有着共同的來源。
根据伽利略號發回的照片，加上之後對艾女星質量的測量，人們對S-型小行星的地質有了更深的認識。在伽利略號掠過艾女星之前，有着許多不同的理論來解釋這些小行星的礦物成分。知道了它們的成分，我們就能找出掉落地球的隕石與小行星帶天體的關係。傳回的數據顯示，S-型小行星是普通球粒隕石的源頭。普通球粒隕石是地球表面最常見的一種隕石。

## 發現及觀測
艾女星由奧地利人约翰·帕利扎于1884年9月29日在維也納天文臺發現，這是他發現的第45顆小行星。并由維也納釀酒者兼業餘天文學家Moriz von Kuffner命名。在希臘神話中，艾达（Ida）是克里特島伊達山上一位養大宙斯的寧芙。平山清次將艾达星歸類于鴉女星族，他于1918年提出鴉女星族是一顆早先分裂的星體餘駭。
在進行八色小行星巡天（ECAS）時，大衛·J·托倫和Edward F. Tedesco于1980年9月16日測量了艾女星的反射光譜。其光譜分析與S-型小行星相符。美國海軍天文臺弗拉格斯塔夫站及橡樹嶺天文臺在1993年初對艾女星作了許多觀測，進一步確定艾女星繞太陽的公轉軌道，並将伽利略號掠過時其位置的誤差從78公里减小到60公里。

## 探測

伽利略號從發射至木星軌道的路徑

### 伽利略號掠過
1993年，預定訪問木星的伽利略號探測器掠過艾女星。伽利略號對小行星951和艾女星的探測在對木星的任務中屬次要。這兩顆被選中的小行星是為響應美國太空總署的新任務策略：所有計劃穿過小行星帶的探測器都應考慮近距離掠過其中的小行星。之前從未有任務嘗試掠過小行星。亚特兰蒂斯號太空穿梭機于1989年10月18日任務STS-34中將伽利略號送進軌道。要改變伽利略號的軌跡以接近艾女星需要消耗34（75英磅）推進劑。任務的計劃人員押后決定掠過艾女星，直到他們能確定餘下的推進劑足夠完成整個木星任務。

掠過時拍的照片，顯示艾女星的自轉，從最接近以前5.4小時起。

伽利略號的運行軌跡兩次進入小行星帶。1993年8月28日，它第二次進入小行星帶並掠過艾女星，當時速度相對艾女星為12,400每秒（41,000英尺每秒）。探測器上的照相機以離艾女星240,350（149,346.56605英里）至最接近時的2,390（1,485.077英里）對其拍照。艾女星是繼小行星951后航天器訪問並拍照的第二顆小行星。探測器觀測到了艾女星約95%。
探測器上高增益天線的永久故障導致許多圖片未能及時傳回。首5張照片于1993年9月收到，並拼接成一張31–38 m/px的高解像度圖片其餘的圖片于翌年春季當探測器接近地球時傳回。

### 發現
自從伽利略號掠過小行星951和艾女星，及會合-舒梅克號的小行星任務，人們得以對小行星的地質有更深入的了解。艾女星相對較大的表面展示了各種類型的地表特徵。通過研究艾女星的衛星、第一顆被證實的小行星衛星，艾卫，人們能間接知道艾女星的組成成分。
根據從地球觀測的光譜測量結果，艾女星歸類于S-型小行星。S-型小行星的成分直到伽利略號任務之前都不爲人知，此前人們猜測它們與掉落在地球的普通球粒隕石或石鐵隕石中之礦物成分相同。由於艾卫的軌道長期處於穩定，因此估計艾女星的密度小於3.2 g/cm3這樣便可剔除由石鐵組成的可能性，因爲要是其主要成分為鐵和鎳，艾女星便有40%的空間是空無一物的。
從伽利略號所拍的照片可以看出，艾女星經歷過太空風化，使較老的區域隨時間而顯得越來越紅。其衛星艾卫也經歷一樣的風化，但變化較不明顯。艾女星表面的風化揭示了另一項有關其成分的細節：其較年輕的外露部分的反射光譜與普通球粒隕石相符，但較老的區域則與S-型小行星相符。

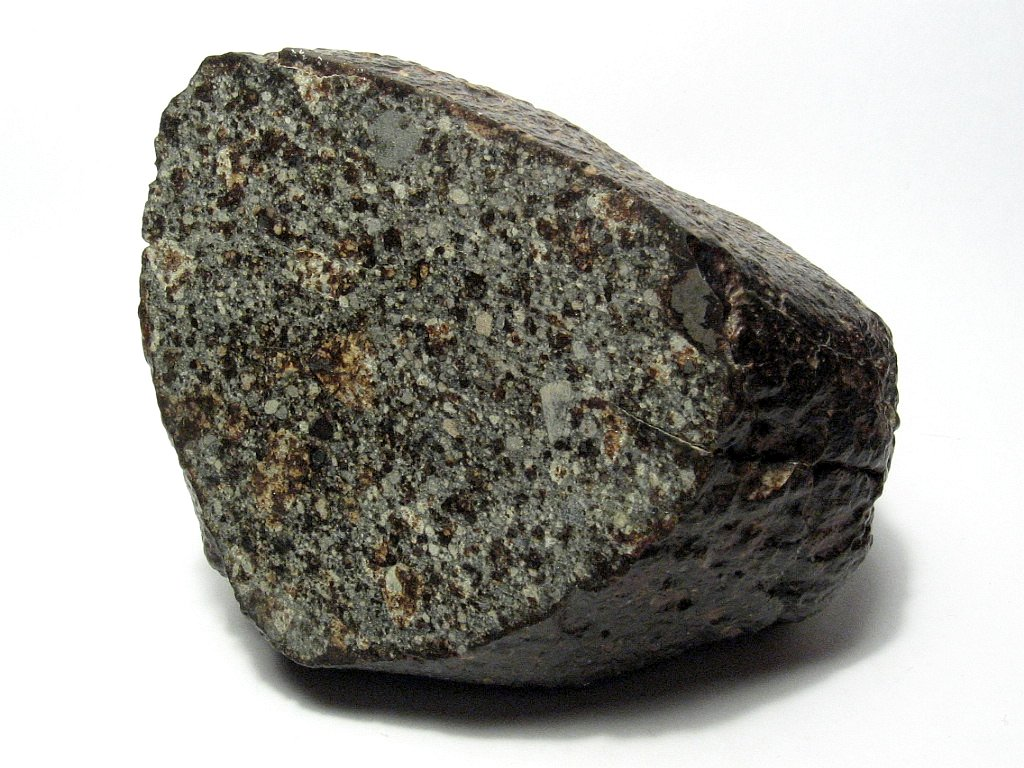
普通球粒隕石經過抛光的部分

太空風化效應及艾女星的低密度，使人們能更了解S-型小行星與普通球粒隕石之間的關係。S-型小行星是内小行星帶中最多的一類。相似地，普通球粒隕石也是地球表面上最普遍的隕石種類。然而遠距離對S-型小行星觀測的反射光譜卻與普通球粒隕石不符。伽利略號掠過艾女星后發現，某些S-型小行星，特別是鴉女星族，可能是這些隕石的源頭。

## 物理特性

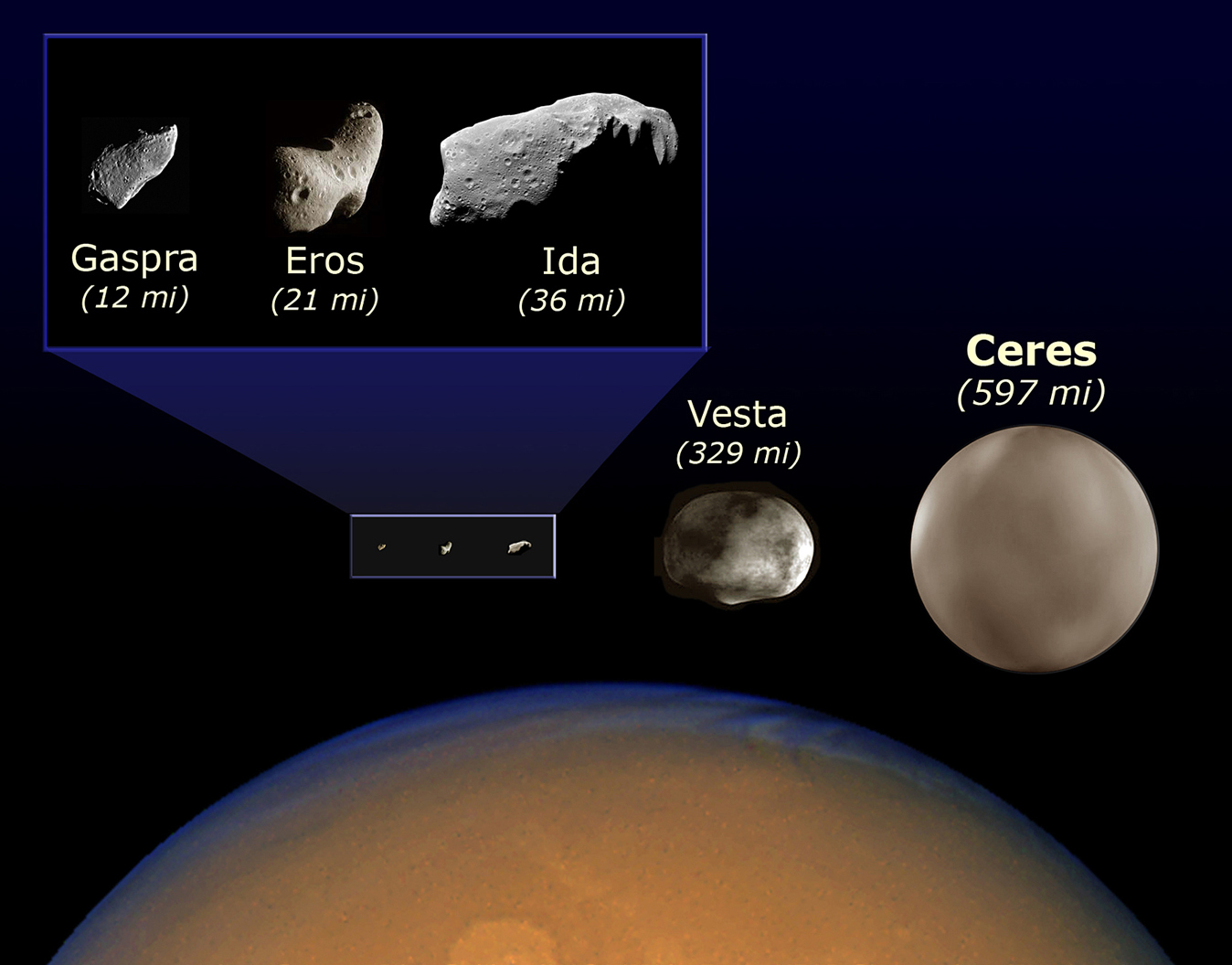
艾女星、其他幾顆小行星、穀神星和火星體積比較

艾女星的質量介乎3.65和4.99;× 1016 kg。其表面引力加速度約為0.3至1.1 cm/s2。其引力場之弱，太空人能從艾女星的一端跳到另一端，而任何速度超過20每秒（65.6英尺每秒）的物體均可逃逸出它的引力範圍。

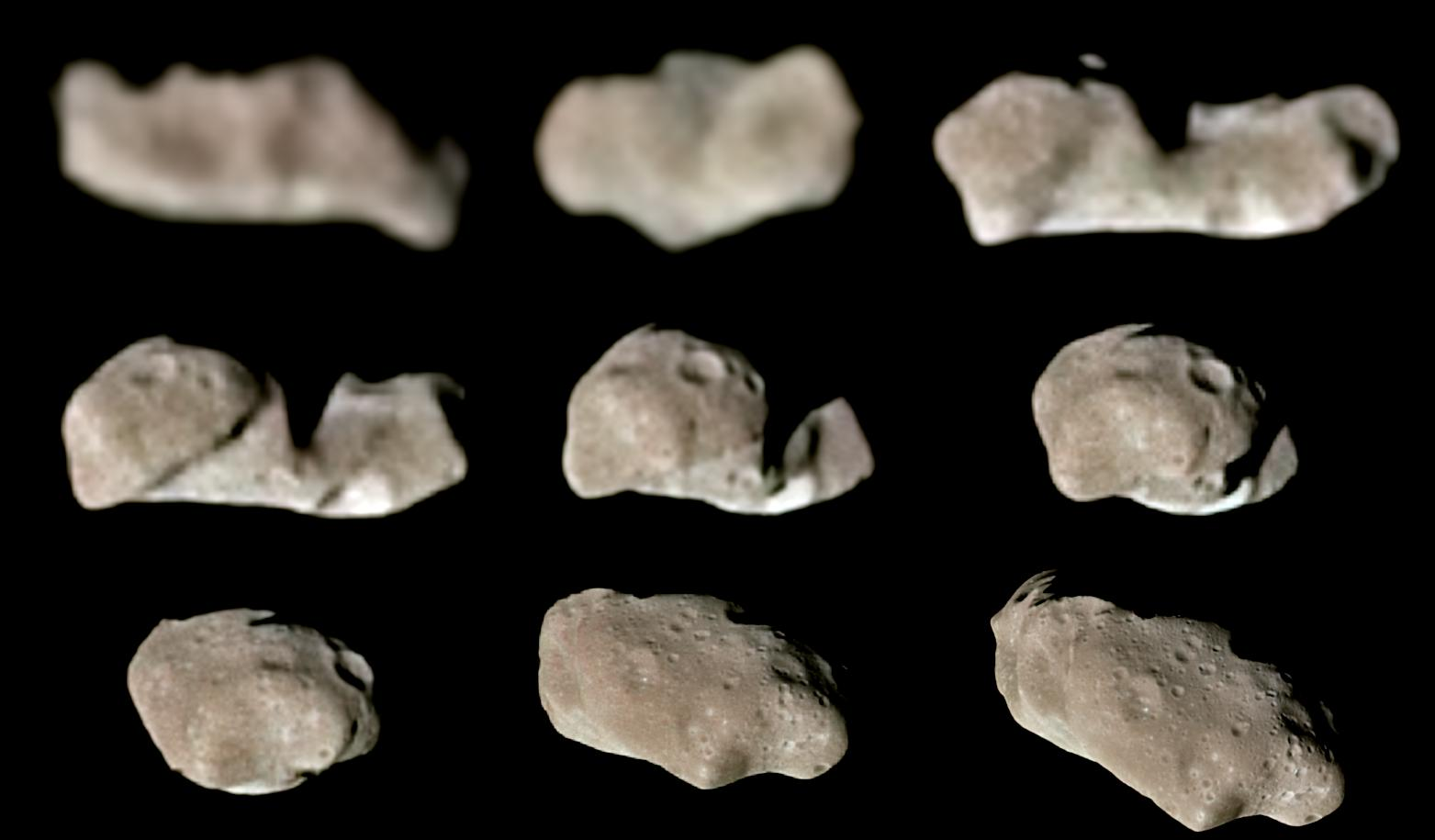
旋轉中艾女星的連續影像

艾女星有清晰的橢長外形、不規則的表面和猶如牛角包的形狀。艾女星的長度是其闊度的2.35倍，它的中部將它分爲成分不同的兩半。艾女星由兩個大型部分組成，中間由鬆散的碎片連接，符合于這種壓縮的形狀。不過，伽利略號拍攝的高清晰度照片中並沒有見到這些碎片。艾女星上有一些斜坡達到50°的斜度，但斜坡普遍不超過35°。艾女星有不規則的形狀，是因爲它高度不規則的引力場。由於自轉，其引力加速度在兩端最弱；又由於它的質量都集中在兩端，中部的引力也很弱。

## 表面特徵

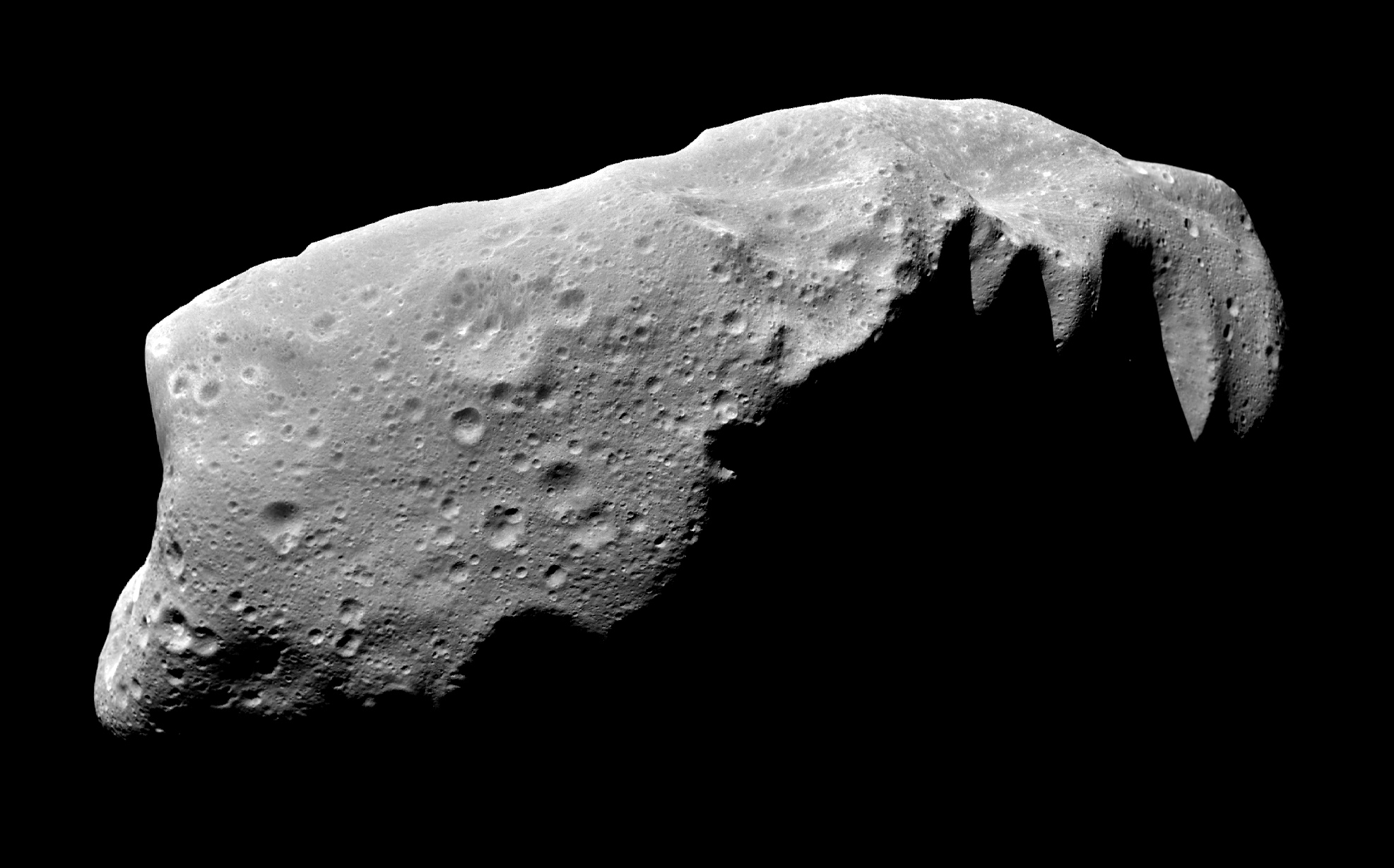
拼接成的照片，拍攝于伽利略號最接近艾女星前3.5分鐘

艾女星的表面佈滿了主要是灰色的撞擊坑，一些較近期的撞擊坑則顯示一些不同的顔色。除了撞擊坑外，一些其它特徵如溝槽、山脊和突出物也能觀測到。艾女星的表面有一層厚表岩屑，覆蓋著下面的岩石層。最大的碎石稱爲噴射物，在艾女星表面可以找到幾個。

### 表岩屑
艾女星的表面被一層稱爲“表岩屑”碎石覆蓋，其厚度約為50（160英尺）至100（330英尺）。這些物質是在與其它天體撞擊時產生的，並由地質過程重新分佈至表面各處。伽利略號觀測到表岩屑土石流的證據，
艾女星的表岩屑是由硅酸鹽礦物橄欖石和輝石。其外觀透過太空風化作用隨著時間改變。因此較老的表岩屑比較新的物質看起來更紅。

伽利略號拍攝到的一片位于24.8°S, 2.8°E的 150 m大小土地

已有約20片嵌入表岩屑的噴射物（40（130英尺）至150（490英尺）寬）被確認。最大塊的表岩屑由這些噴射物組成。由於噴射物會很快被撞擊分解，所以推論這些表面的部分是最近產生的，或是由撞擊而帶到表面。大部分噴射物位于拉斯科撞擊坑和猛獁撞擊坑中，但不一定在那裏產生。因爲艾女星不規則的引力場，這兩個地點最容易吸引並積聚碎石。某些物質可能是從在星體的另一面新形成的“藍撞擊坑”噴射出來。

### 結構
幾項主要結構塑造了艾女星的表面。艾女星顯得是由兩個部分組成，以下稱之爲“區域一”和“區域二”，中間由一凹陷的部分“腰部”連接起。這項特徵可能是由碎石填出，或是被撞擊出來。
區域一有兩項主要結構。其一為一條明顯的皺脊，長40（25英里），名為“Townsend皺脊”，在艾女星表面跨越150度。另一項為一個凹進的缺口，名為“維也納區”。
區域二有幾組溝槽，大部分寬100（330英尺）以下，長4（2.5英里）。它們接近猛獁撞擊坑、拉斯科撞擊坑和Kartchner撞擊坑，但不與其相連。一些溝槽于撞擊有關，如一組與維也納區相對的溝槽。

### 撞擊坑
艾女星是太陽系中撞擊坑最多的星體之一，撞擊事件也是塑造其表面形態的主因。撞擊坑已經達到飽和的狀態，就是新的產生會抹去舊的坑，使其總數大致不變。其表面佈滿了各類大小、處於不同剝蝕階段的撞擊坑，有的與艾女星本身一樣古老，也有的是新產生的。最古老的可能是于鴉女星族主星崩潰時產生。拉斯科撞擊坑是最大的坑，直徑幾乎有12（7.5英里）。區域二的撞擊坑幾乎直徑都大於6（3.7英里），但區域一根本沒有大坑。一些撞擊坑成串地排列。

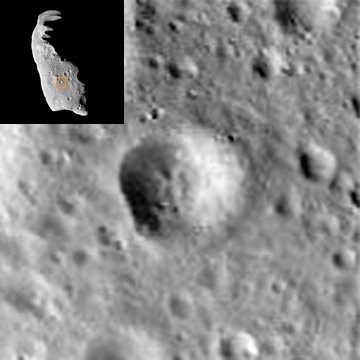
位于13.2°S, 39.9°E的不對稱撞擊坑Fingal，寬1.5 km

艾女星上的主要撞擊坑都以地球上的洞穴和溶岩洞命名。以藍撞擊坑為例，其名來自於卡普里島一個水下洞穴，亦稱“藍洞”。藍撞擊坑的外表顯示它是艾女星上最近期撞擊出來的。這次撞擊的噴射物間斷地分佈于艾女星表面，並解釋了其表面大規模顔色及反照率的差異。與普遍撞擊坑形態不同的，有不對稱的芬加爾撞擊坑。它在一邊的底部和壁部間有清晰的邊界。另一個重要的撞擊坑是Afon撞擊坑，它標誌了艾女星的本初子午線。
艾女星上的撞擊坑在結構上十分簡單：盆形，沒有平底，中部不凸起。它們平均地佈滿在艾女星的表面，除位于周口店撞擊坑北面的一處突出地帶，這裡較光滑，又較少的撞擊坑。被撞擊帶到表面的噴射物在艾女星上的積澱與行星上的不同，因爲艾女星有著高速的自轉、低引力和不規則的形狀。散落的噴射物蓋層不對稱地圍繞撞擊坑，而高速的噴射物則永久地流失到太空中。

## 成分
根據其反射光譜，艾女星被歸類為S-型小行星。這些小行星可能與石鐵隕石或普通球粒隕石有相同的成分。其内部成分則仍未被直接分析過，只是根據表面顔色的變化和艾女星2.27至3.10 g/cm3的整體密度估計與普通球粒隕石相近。普通球粒隕石的成分包括：含不同份量硅酸鹽的橄欖石和輝石、鐵和長石。伽利略號在艾女星上發現了橄欖石和輝石。其整個表面有著相同的礦物成分。伽利略號觀測到它表面變化極少，其自轉也顯示出它有均勻的密度。普通球粒隕石的密度為3.48至3.64 g/cm3，若果假設艾女星是由普通球粒隕石組成的，其孔隙率為11%到42%。
艾女星的内部可能存在一定份量的megaregolith，就是因撞擊而碎裂的石層。這層megaregolith從艾女星表面向下延伸幾百米至幾公里。在艾女星的核心，可能存在碎裂的石層，位于撞擊坑Mammoth、Lascaux和Undara底下。

## 公轉及自轉

2009年3月9日，艾女星和5顆行星的軌道及位置。

艾女星是主小行星帶中鴉女星族的一員。艾女星繞太陽的軌道平均距離太陽2.862天文單位（428.1），于火星與木星之間。艾女星完成一次公轉需時4.84089年
艾女星的自轉周期為4.63小時，是已知轉速最快的小行星之一。經過計算，一個與艾女星形狀一樣、密度均勻的物體在轉動慣量最大時的自轉軸與艾女星的相符。這表明，艾女星内部的密度分佈在不同區域沒有太大的變化。由於太陽引力對不規則形狀的艾女星有所影響，其自轉軸有進動，周期為7萬7千年。

## 來源
艾女星來源於鴉女星族原主星瓦解后的殘骸，該星直徑估計約有120（74.56英里）。原星部分分化，使較重的金屬移至核心。艾女星帶走了極少量這些核心物質。人們並不知道那次分裂何時發生。根據對艾女星撞擊坑的分析，其表面的年齡超過十億年。但艾女星衛星系統估計年齡小於一億年，與此不符。若其衛星系統在此前已經存在，則由於它體積之小，早就應被大型的撞擊摧毀了。兩項年齡估計偏差如此大，可能是因爲艾女星受鴉女星族原星碎片的撞擊率升高。

## 衛星

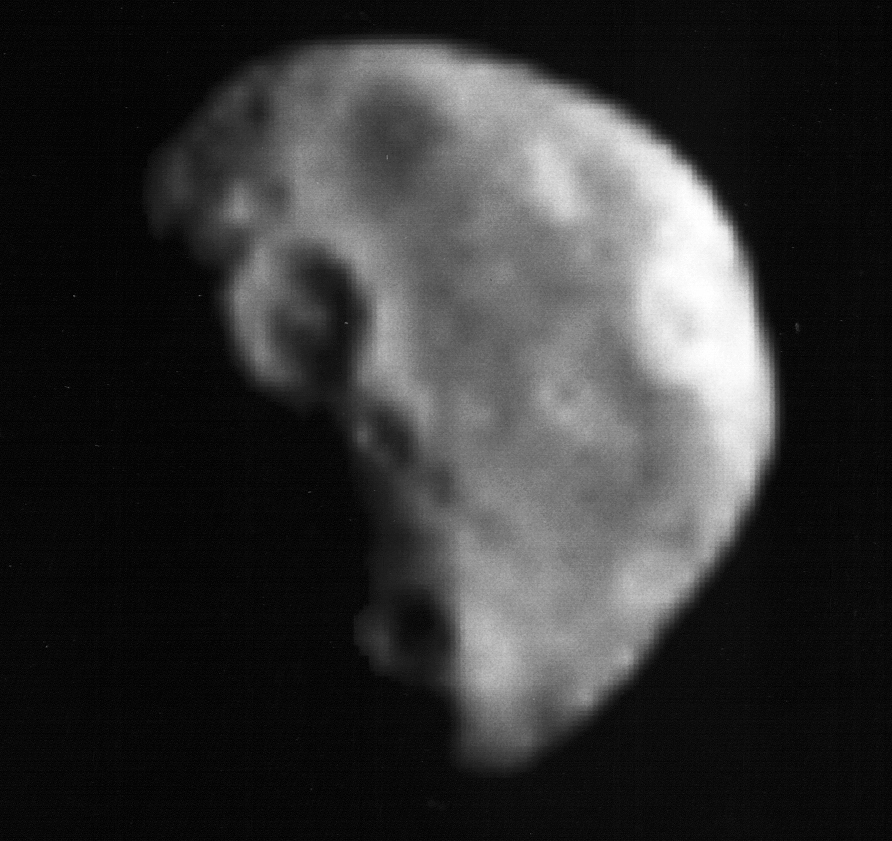
最高解像度的艾卫照片，于伽利略號距其約3,900 km時拍攝

一顆細小的衛星繞艾女星公轉，名「艾卫」。其正式編號為(243) Ida I Dactyl，是從伽利略號探测器于1993年掠過時拍攝的照片中發現的。這批照片第一次直接證實了小行星衛星的存在。當時它距離艾女星90（56英里），以順行軌道公轉。艾卫的表面和艾女星一樣由許多撞擊坑覆蓋，並且成份相近。其來源並不確定，但從探测器的觀測顯示它是鴉女星族原星碎片之一。

### 發現
艾卫在1994年2月17日由伽利略號任務成員Ann Harch發現，當時他正檢視從探测器傳回的照片。伽利略號在1993年8月對艾卫觀察了5.5小時，拍攝了47張照片。拍攝第一張照片時，探测器距離艾女星10,760（6,690英里），並與艾卫相距10,870（6,750英里），14分鐘后它最接近艾女星。
艾卫的編號為1993 (243) 1。國際天文聯會在1994年將其命名為「Dactyl」，住在克里特島伊達山上的達克堤里（Dactyl）。

### 物理特徵
艾卫的外型接近球形，平均半徑約1.4km。它以它最長的一條軸朝向艾女星。就如艾女星，艾卫的表面也佈滿了飽和了的撞擊坑。有超過12個坑直徑大於80（260英尺），表示它過去受到許多撞擊。至少有6個坑排成直線鏈狀，表示這是近距離形成的碎片造成的，這些碎片很可能來自艾女星的噴射物。但與艾女星上的不同，艾卫上的撞擊坑中央有突出物。以上的特徵，加上它的橢球形，顯示艾卫是有一定的自身引力，儘管它的體積如此之小。與艾女星一樣，其表面溫度約為200K。
它的反照率和反射光譜非常相像。其中的細小分別顯示，相對艾卫，艾女星經歷的太空風化作用較強。它的體積太小，使表岩屑不可能生成；艾女星則被厚厚一層表岩屑覆蓋

### 年齡及來源
艾卫估計與艾女星年齡相近，都是從鴉女星族原星殘骸中分離出來的。然而，它也有可能在更爲近期形成，是艾女星一次巨大撞擊的噴射物。它是由艾女星捕捉來的可能性很低。艾卫在1億年前可能遭受過一次大型隕石撞擊，使它的體積減少。

### 軌道

可能的艾卫軌道

假設艾卫的軌道為圓形，其公轉周期約為20小時；其公轉速度為大約10每秒（33英尺每秒），相同于人類快跑的速度。
艾卫的軌道並不確定。拍攝艾卫的大部分照片時，伽利略號正處於它的軌道平面，很難推斷其準確軌道。艾卫以順行軌道公轉，軌道傾斜于艾女星赤道8°。根據電腦模擬，艾卫的近心點必須與艾女星距離至少約65（40英里），才能保持穩定的軌道。在這電腦模擬中，軌道的可能性範圍縮窄了，因爲伽利略號在1993年8月28日16:52:05 UT觀測到它位于艾女星經度85°上空90（56英里）處，模擬中艾卫必須經過這一點。1994年4月26日，哈勃太空望遠鏡觀測艾女星8小時，但並未看到艾卫。艾卫要距離艾女星超過約700 km（430 mi）才能被觀測到。

## 備註
1. 1 2 3 4 5  JPL 2008
2. ↑  Britt et al. 2002，第486頁
3. ↑  Ridpath 1897，第206頁
4. ↑  Raab 2002
5. ↑  Schmadel 2003，第36頁
6. ↑  Berger 2003，第241頁
7. 1 2 3 4  NASA 2005
8. 1 2 3  Chapman 1996，第700頁
9. ↑  Zellner, Tholen & Tedesco 1985，第357, 373頁
10. ↑  Zellner, Tholen & Tedesco 1985，第404頁 The Eos and Koronis families ... are entirely of type S, which is rare at their heliocentric distances ...
11. ↑  Zellner, Tholen & Tedesco 1985，第410頁
12. ↑  Owen & Yeomans 1994，第2295頁
13. ↑  D'Amario, Bright & Wolf 1992，第26頁
14. 1 2 3 4  Chapman 1996，第699頁
15. ↑  D'Amario, Bright & Wolf 1992，第24頁
16. ↑  D'Amario, Bright & Wolf 1992，第72頁
17. 1 2  D'Amario, Bright & Wolf 1992，第36頁
18. ↑  Sullivan et al. 1996，第120頁
19. ↑  Cowen 1993，第215頁 Nearly a month after a successful photo session, the Galileo spacecraft last week finished radioing to Earth a high-resolution portrait of the second asteroid ever to be imaged from space. Known as 243 Ida, the asteroid was photographed from an average distance of just 3,400 kilometers some 3.5 minutes before Galileo's closest approach on Aug. 28.
20. 1 2 3 4  Thomas et al. 1996
21. ↑  Chapman 1994，第358頁
22. 1 2 3 4 5 6 7 8 9 10 11 12  Chapman 1996，第707頁
23. 1 2  Chapman et al. 1994，第237頁
24. 1 2  Greeley et al. 1994，第469頁
25. ↑  Monet et al. 1994，第2293頁
26. ↑  Geissler, Petit & Greenberg 1996，第57頁
27. ↑  Chapman et al. 1994，第238頁
28. 1 2 3 4 5 6 7  Chapman 1996，第709頁
29. 1 2 3 4 5  Byrnes & D'Amario 1994
30. 1 2 3  Wilson, Keil & Love 1999，第479頁
31. 1 2 3  Chapman 1996，第710頁
32. 1 2 3 4 5 6 7  Chapman 1995，第496頁
33. ↑  Petit et al. 1997，第179–180頁
34. ↑  Geissler et al. 1996，第142頁
35. ↑  Lee et al. 1996，第99頁
36. 1 2 3 4  Geissler, Petit & Greenberg 1996，第58頁
37. 1 2 3  Chapman 1994，第363頁
38. 1 2 3  Bottke et al. 2002，第10頁
39. 1 2 3  Cowen 1995
40. ↑  Lee et al. 1996，第96頁
41. ↑  Greeley et al. 1994，第470頁
42. 1 2 3 4 5  Holm 1994
43. ↑  Chapman 1996，第701頁
44. ↑  Lee et al. 1996，第90頁
45. 1 2  Geissler et al. 1996，第141頁
46. 1 2  Sullivan et al. 1996，第132頁
47. 1 2 3  Lee et al. 1996，第97頁
48. 1 2  Stooke 1997，第1385頁
49. ↑  Sárneczky & Kereszturi 2002
50. ↑  Sullivan et al. 1996，第131頁
51. 1 2  Thomas & Prockter 2004
52. ↑  Geissler, Petit & Greenberg 1996，第57–58頁
53. ↑  Chapman 1996，第707–708頁
54. 1 2  USGS
55. ↑  Greeley & Batson 2001，第393頁
56. ↑  Bottke et al. 2002，第9頁
57. 1 2  Sullivan et al. 1996，第124頁
58. ↑  Seidelmann et al. 2007，第171頁
59. ↑  Sullivan et al. 1996，第128頁
60. ↑  Geissler et al. 1996，第155頁
61. 1 2  Wilson, Keil & Love 1999，第480頁
62. ↑  Lewis 1996，第89頁 The chondrites fall naturally into five composition classes, of which three have very similar mineral contents, but different proportions of metal and silicates. All three contain abundant iron in three different forms (ferrous iron oxide in silicates, metallic iron, and ferrous sulfide), usually with all three abundant enough to be classified as potential ores. all three contain feldspar (an aluminosilicate of calcium, sodium, and potassium), pyroxene (silicates with one silicon atom for each atom of magnesium, iron, or calcium), olivine (silicates with two iron or magnesium atoms per silicon atom), metallic iron, and iron sulfide (the mineral triolite). These three classes, referred to collectively as the ordinary chondrites, contain quite different amounts of metal.
63. ↑  Thomas & Prockter 2004，第21頁
64. 1 2  Sullivan et al. 1996，第135頁
65. 1 2  Vokrouhlicky, Nesvorny & Bottke 2003，第147頁
66. ↑  Greenberg et al. 1996，第107頁
67. ↑  Slivan 1995，第134頁
68. 1 2 3 4  Greenberg et al. 1996，第117頁
69. ↑  Hurford & Greenberg 2000，第1595頁
70. ↑  Carroll & Ostlie 1996，第878頁
71. 1 2  Petit et al. 1997，第177頁
72. 1 2 3  Belton & Carlson 1994
73. 1 2  Mason 1994，第108頁
74. 1 2  Green 1994
75. ↑  Schmadel 2003，第37頁
76. ↑  Pausanias & 5.7.6 When Zeus was born, Rhea entrusted the guardianship of her son to the Dactyls of Ida, who are the same as those called Curetes. They came from Cretan Ida – Heracles, Paeonaeus, Epimedes, Iasius and Idas.
77. 1 2  Asphaug, Ryan & Zuber 2003，第463頁
78. 1 2  Chapman et al. 1994，第455頁
79. ↑  Greenberg et al. 1996，第116頁
80. ↑  Petit et al. 1997，第182頁
81. ↑  Petit et al. 1997，第179頁
82. ↑  Petit et al. 1997，第195頁
83. ↑  Petit et al. 1997，第188頁
84. ↑  Petit et al. 1997，第193頁

## 外部連結
- Orbital simulation （页面存档备份，存于） from JPL (Java) / Ephemeris （页面存档备份，存于）

| 前一小行星： (242)小行星242 | 小行星列表 | 後一小行星： (244)小行星244 |